# Schweizer Parlamentswahlen 1881/Resultate Nationalratswahlen

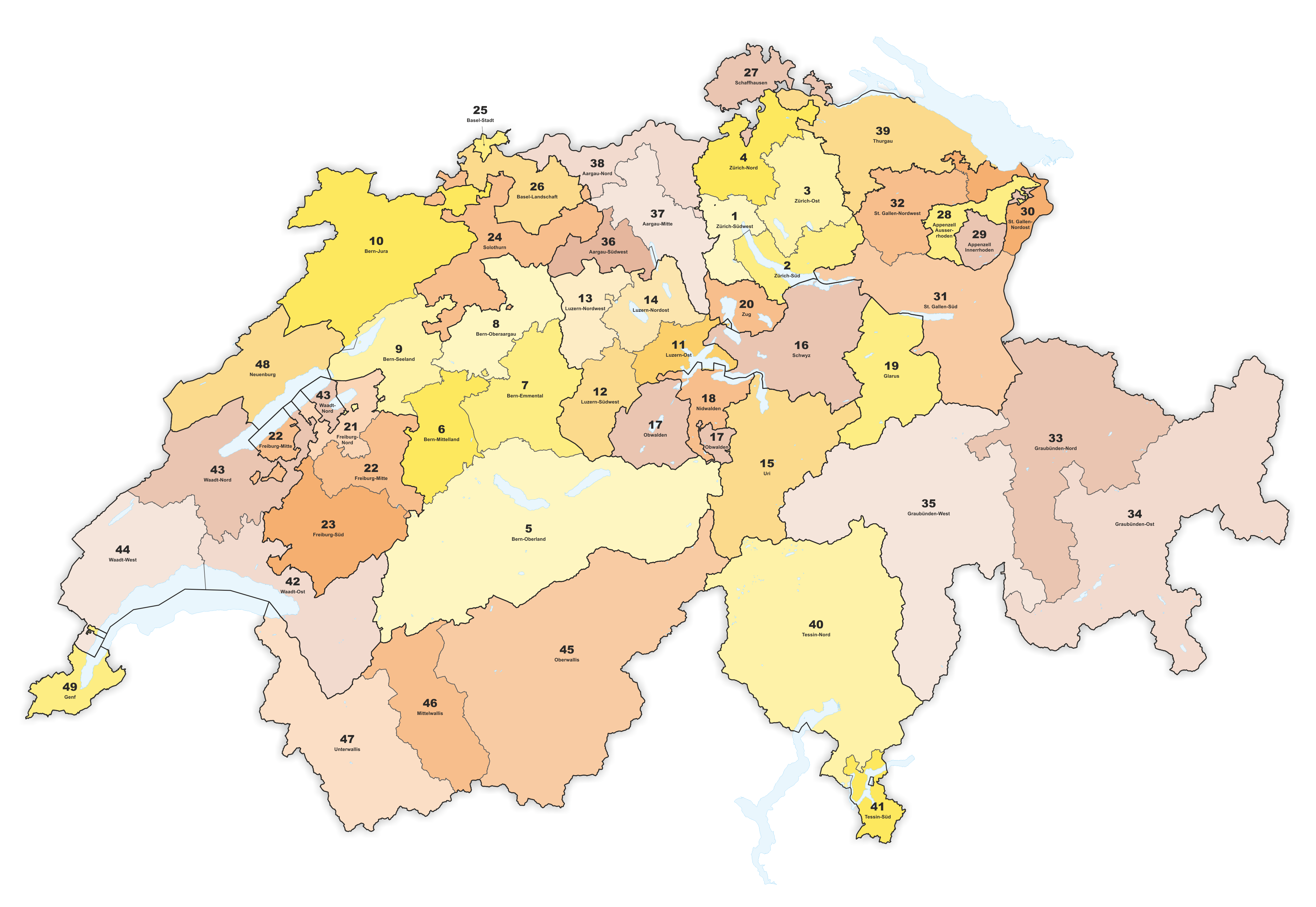
Nationalratswahlkreise von 1881 bis 1890

Die Nationalratswahlen der 12. Legislaturperiode fanden am 30. Oktober 1881 statt. Neu zu besetzen waren 145 Sitze im schweizerischen Nationalrat (10 mehr als zuvor). Auf dieser Seite findet sich eine Übersicht über die detaillierten Resultate in den Kantonen.

## Erklärungen
Wie bei allen Wahlen vor der Einführung des heute üblichen Proporzwahlrechts im Jahr 1919 gelangte das Majorzwahlrecht zur Anwendung. Das Land war zu diesem Zweck in 49 unterschiedlich grosse Nationalratswahlkreise unterteilt, in denen ein bis fünf Sitze zu vergeben waren. Angewendet wurde die so genannte romanische Mehrheitswahl, bei der ein Kandidat die absolute Mehrheit der abgegebenen Stimmen benötigte, um gewählt zu werden. Jeder Wähler hatte so viele Stimmen, wie Sitze zu vergeben waren. In einzelnen Wahlkreisen waren bis zu drei Wahlgänge notwendig.
- Wahlkreis: Die Wahlkreise waren fortlaufend nummeriert, geordnet nach der Reihenfolge der Kantone in der schweizerischen Bundesverfassung. Aufgrund der wechselnden Anzahl Wahlkreise im Laufe der Jahre erhielten manche mehrmals eine neue Nummer. Deshalb besitzen die weiterführenden Artikel ein Lemma mit einer inoffiziellen geographischen Bezeichnung.
- Gewählte Kandidaten sind fett markiert, nicht gewählte Kandidaten sind kursiv markiert

## Parteien
Eine Zuordnung von Kandidaten zu Parteien und politischen Gruppierungen ist nur bedingt möglich, da sie nicht auf offiziellen Parteilisten kandidierten. Der politischen Wirklichkeit des 19. Jahrhunderts entsprechend kann man eher von Parteiströmungen oder -richtungen sprechen. Die verwendeten Parteibezeichnungen sind daher eine ideologische Einschätzung.
- FL = Freisinnige Linke (Freisinnige, Radikale, Radikaldemokraten)
- LM = Liberale Mitte (Liberale, Liberaldemokraten)
- KK = Katholisch-Konservative
- ER = Evangelische Rechte (evangelische/reformierte Konservative)
- DL = Demokratische Linke (Demokraten, Demokratische Partei)

## Ergebnisse der Nationalratswahlen

### Kanton Aargau (10 Sitze)
| Wahlkreis | Sitze | Datum                         | Wahlbe- rechtigte | Anzahl Wählende | Wahlbe- teiligung | Gewählte und Nichtgewählte                                                                            | Partei         | Stimmen                             | Anteil                                    |
| --------- | ----- | ----------------------------- | ----------------- | --------------- | ----------------- | --- | -------------- | ----------------------------------- | ----------------------------------------- |
| Nr. 36    | 3     | 30. Oktober 1881              | 10 968            | 9 155           | 83,5 %            | Arnold Künzli Ludwig Karrer Erwin Kurz Johann Haberstich                                              | FL FL LM       | 8 106 7 916 4 302 4 010             | 94,4 % 92,2 % 50,1 % 46,7 %               |
| Nr. 37    | 4     | 30. Oktober 1881              | 16 425            | 13 546          | 82,5 %            | Hans Riniker Robert Straub Johann Rohr Anton Bruggisser Josef Meienberg Andreas Müller                | FL FL LM KK KK | 7 281 7 184 6 738 6 702 3 867 3 616 | 59,9 % 59,1 % 55,4 % 55,1 % 31,8 % 29,7 % |
| Nr. 38    | 3     | 30. Oktober 1881              | 12 677            | 10 528          | 83,1 %            | Emil Welti Emil Albert Baldinger Karl von Schmid K. F. S. Fahrländer Armin Kellersberger Arnold Münch | LM KK LM KK    | 8 796 6 679 6 548 2 701 2 186 0 600 | 90,0 % 68,4 % 67,0 % 27,6 % 22,3 % 06,1 % |
| Nr. 38    | 3     | 8. Januar 1882                | 12 574            | 10 581          | 84,2 %            | Arnold Münch K. F. S. Fahrländer                                                                      | KK LM          | 5 045 4 691                         | 47,6 % 44,3 %                             |
| Nr. 38    | 3     | 22. Januar 1882 (2. Wahlgang) | 12 644            | 11 184          | 88,5 %            | Arnold Münch K. F. S. Fahrländer                                                                      | KK LM          | 5 791 4 992                         | 51,7 % 44,6 %                             |

### Kanton Appenzell Ausserrhoden (3 Sitze)
| Wahlkreis | Sitze | Datum            | Wahlbe- rechtigte | Anzahl Wählende | Wahlbe- teiligung | Gewählte und Nichtgewählte                                                                               | Partei         | Stimmen                       | Anteil                             |
| --------- | ----- | ---------------- | ----------------- | --------------- | ----------------- | --- | -------------- | ----------------------------- | ---------------------------------- |
| Nr. 28    | 3     | 30. Oktober 1881 | 12 636            | 10 304          | 81,5 %            | Daniel Hofstetter Johann Conrad Sonderegger Johann Ulrich Schiess Julius Robert Hohl Johannes Hofstetter | LM FL LM FL LM | 8 532 6 690 6 431 1 764 0 846 | 94,0 % 74,0 % 71,1 % 19,5 % 09,3 % |

### Kanton Appenzell Innerrhoden (1 Sitz)
| Wahlkreis | Sitze | Datum            | Wahlbe- rechtigte | Anzahl Wählende | Wahlbe- teiligung | Gewählte und Nichtgewählte                   | Partei | Stimmen     | Anteil        |
| --------- | ----- | ---------------- | ----------------- | --------------- | ----------------- | -------------------------------------------- | ------ | ----------- | ------------- |
| Nr. 29    | 1     | 30. Oktober 1881 | 3 153             | 2 499           | 79,3 %            | Karl Justin Sonderegger Albert Joseph Hautle | LM KK  | 1 268 1 024 | 51,7 % 41,7 % |

### Kanton Basel-Landschaft (3 Sitze)
| Wahlkreis | Sitze | Datum            | Wahlbe- rechtigte | Anzahl Wählende | Wahlbe- teiligung | Gewählte und Nichtgewählte                   | Partei   | Stimmen           | Anteil               |
| --------- | ----- | ---------------- | ----------------- | --------------- | ----------------- | -------------------------------------------- | -------- | ----------------- | -------------------- |
| Nr. 26    | 3     | 30. Oktober 1881 | 10 830            | 3 868           | 35,7 %            | Jakob Bernhard Graf Emil Frey Gédéon Thommen | FL FL FL | 3 772 3 535 3 381 | 99,7 % 93,4 % 89,3 % |

### Kanton Basel-Stadt (3 Sitze)
| Wahlkreis | Sitze | Datum            | Wahlbe- rechtigte | Anzahl Wählende | Wahlbe- teiligung | Gewählte und Nichtgewählte                                                                 | Partei         | Stimmen                       | Anteil                             |
| --------- | ----- | ---------------- | ----------------- | --------------- | ----------------- | ------------------------------------------------------------------------------------------ | -------------- | ----------------------------- | ---------------------------------- |
| Nr. 25    | 3     | 30. Oktober 1881 | 10 076            | 5 237           | 52,0 %            | Karl Burckhardt-Iselin Johann Rudolf Geigy-Merian Wilhelm Klein Paul Speiser Ernst Brenner | FL LM FL LM FL | 3 679 3 492 3 069 2 121 0 432 | 70,5 % 66,9 % 58,8 % 40,6 % 08,2 % |

### Kanton Bern (27 Sitze)
| Wahlkreis | Sitze | Datum                          | Wahlbe- rechtigte | Anzahl Wählende | Wahlbe- teiligung | Gewählte und Nichtgewählte | Partei                  | Stimmen                                                               | Anteil                                                                |
| --------- | ----- | ------------------------------ | ----------------- | --------------- | ----------------- | --- | ----------------------- | --------------------------------------------------------------------- | --------------------------------------------------------------------- |
| Nr. 5     | 5     | 30. Oktober 1881               | 19 838            | 10 634          | 53,6 %            | Friedrich Seiler Carl Samuel Zyro Johann Zürcher Jakob Scherz Johannes Ritschard Edmund von Steiger Johann Friedrich Michel                                     | FL FL ER FL             | 06 471 05 949 05 885 05 584 05 434 04 628 01 607                      | 65,2 % 59,9 % 59,3 % 56,2 % 54,7 % 46,6 % 16,2 %                      |
| Nr. 6     | 5     | 30. Oktober 1881               | 17 686            | 8 424           | 47,6 %            | Johann Jakob Hauser Rudolf Brunner Rudolf Rohr Otto von Büren Gottlieb Ott Jules Schnyder Albert von Wattenwyl David von Niederhäusern Friedrich Hartmann       | FL FL ER FL LM ER FL ER | 05 333 04 553 04 477 04 085 03 832 03 398 03 067 03 026 02 874        | 68,4 % 58,4 % 57,4 % 52,4 % 49,2 % 43,6 % 39,3 % 38,8 % 36,9 %        |
| Nr. 6     | 5     | 6. November 1881 (2. Wahlgang) | 18 147            | 8 474           | 46,7 %            | Jules Schnyder Gottlieb Ott | LM FL                   | 04 440 04 000                                                         | 52,4 % 47,2 %                                                         |
| Nr. 7     | 4     | 30. Oktober 1881               | 14 954            | 7 008           | 46,9 %            | Karl Schenk Gottlieb Riem Karl Karrer Gottlieb Berger Joseph Zumsteg Ulrich Hess Christian Röthlisberger                                                        | FL FL ER ER             | 03 893 03 709 03 548 02 287 00 703 00 326 00 302                      | 82,3 % 78,4 % 75,0 % 48,3 % 14,9 % 06,9 % 06,4 %                      |
| Nr. 7     | 4     | 6. November 1881 (2. Wahlgang) | 14 954            | 3 936           | 26,3 %            | Gottlieb Berger Joseph Zumsteg | FL FL                   | 02 241 00 683                                                         | 65,1 % 19,8 %                                                         |
| Nr. 7     | 4     | 15. Januar 1882                | 14 954            | 3 711           | 24,8 %            | Fritz Bühlmann Alfred Scheurer | FL FL                   | 02 353 01 049                                                         | 63,4 % 28,3 %                                                         |
| Nr. 8     | 4     | 30. Oktober 1881               | 16 944            | 6 955           | 41,0 %            | Johann Friedrich Gugelmann Johann Bützberger Andreas Schmid Rudolf Leuenberger Johannes Schär                                                                   | FL FL ER                | 05 060 05 053 04 977 04 550 01 585                                    | 82,8 % 82,6 % 81,4 % 74,4 % 25,9 %                                    |
| Nr. 9     | 4     | 30. Oktober 1881               | 14 529            | 5 708           | 39,3 %            | Johannes Schlup Charles Kuhn Rudolf Niggeler Bendicht Tschannen Karl Engel                                                                                      | FL FL FL                | 04 506 04 322 03 821 03 159 02 063                                    | 88,2 % 84,6 % 74,8 % 61,8 % 40,4 %                                    |
| Nr. 10    | 5     | 30. Oktober 1881               | 22 032            | 17 458          | 79,2 %            | Niklaus Kaiser Ernest Francillon Joseph Stockmar Auguste-Adolphe Klaye Henri Cuenat Abraham Boivin Albert Morel Léon Choffat Pierre-Joseph Koller Eugène Brandt | FL FL ER KK ER          | 10 071 10 028 10 017 09 967 09 819 06 909 06 903 06 833 06 689 06 511 | 59,0 % 58,7 % 58,6 % 58,4 % 57,5 % 40,5 % 40,4 % 40,0 % 39,2 % 38,1 % |

### Kanton Freiburg (6 Sitze)
| Wahlkreis | Sitze | Datum            | Wahlbe- rechtigte | Anzahl Wählende | Wahlbe- teiligung | Gewählte und Nichtgewählte                                                       | Partei         | Stimmen                       | Anteil                             |
| --------- | ----- | ---------------- | ----------------- | --------------- | ----------------- | -------------------------------------------------------------------------------- | -------------- | ----------------------------- | ---------------------------------- |
| Nr. 21    | 2     | 30. Oktober 1881 | 8 313             | 7 067           | 85,0 %            | Eduard Huber Louis-Auguste Marmier Pierre de Gottrau                             | FL FL KK       | 6 394 3 697 3 394             | 91,5 % 52,9 % 48,6 %               |
| Nr. 22    | 2     | 30. Oktober 1881 | 10 083            | 7 449           | 73,9 %            | Laurent Chaney Louis de Wuilleret Antonin Boccard Arthur Techtermann Louis Egger | KK KK LM KK FL | 5 400 4 881 2 122 1 591 0 702 | 73,0 % 66,0 % 28,7 % 21,5 % 09,4 % |
| Nr. 23    | 2     | 30. Oktober 1881 | 10 177            | 6 971           | 68,0 %            | Louis Grand Joseph Jaquet Ignace Genoud                                          | KK KK FL       | 5 956 5 527 0 788             | 86,9 % 80,6 % 11,4 %               |

### Kanton Genf (5 Sitze)
| Wahlkreis | Sitze | Datum            | Wahlbe- rechtigte | Anzahl Wählende | Wahlbe- teiligung | Gewählte und Nichtgewählte | Partei      | Stimmen                                                        | Anteil                                                         |
| --------- | ----- | ---------------- | ----------------- | --------------- | ----------------- | --- | ----------- | -------------------------------------------------------------- | -------------------------------------------------------------- |
| Nr. 49    | 5     | 30. Oktober 1881 | 19 740            | 11 189          | 56,7 %            | Arthur Chenevière Antoine Carteret Georges Favon Pierre Moriaud Moïse Vautier Gustave-Jules Pictet Jean-Etienne Dufour Gustave Ador Alexandre Ramu | LM FL LM LM | 10 866 06 190 05 929 05 717 05 654 05 383 05 258 05 248 05 023 | 97,4 % 55,5 % 53,1 % 51,2 % 50,7 % 48,2 % 47,1 % 47,0 % 45,0 % |

### Kanton Glarus (2 Sitze)
| Wahlkreis | Anzahl Sitze | Datum            | Wahlbe- rechtigte | Anzahl Wählende | Wahlbe- teiligung | Gewählte und Nichtgewählte                      | Partei   | Stimmen           | Anteil               |
| --------- | ------------ | ---------------- | ----------------- | --------------- | ----------------- | ----------------------------------------------- | -------- | ----------------- | -------------------- |
| Nr. 19    | 2            | 30. Oktober 1881 | 7 887             | 3 489           | 44,2 %            | Esajas Zweifel Niklaus Tschudi Kaspar Schindler | LM FL DL | 2 982 2 852 0 367 | 91,7 % 87,7 % 11,2 % |

### Kanton Graubünden (5 Sitze)
| Wahlkreis | Sitze | Datum            | Wahlbe- rechtigte | Anzahl Wählende | Wahlbe- teiligung | Gewählte und Nichtgewählte                                           | Partei      | Stimmen                 | Anteil                      |
| --------- | ----- | ---------------- | ----------------- | --------------- | ----------------- | -------------------------------------------------------------------- | ----------- | ----------------------- | --------------------------- |
| Nr. 33    | 2     | 30. Oktober 1881 | 9 856             | 6 711           | 68,1 %            | Simeon Bavier Hermann Sprecher von Bernegg Luzius Raschein           | LM ER FL    | 6 315 4 114 2 576       | 94,0 % 61,3 % 38,3 %        |
| Nr. 33    | 2     | 22. Januar 1882  | 9 856             | 7 096           | 72,0 %            | Luzius Raschein Peter Salzgeber                                      | FL ER       | 4 234 2 701             | 59,7 % 38,1 %               |
| Nr. 34    | 2     | 30. Oktober 1881 | 8 625             | 7 175           | 83,2 %            | Caspar Decurtins Johann Schmid Anton Steinhauser Christian Schreiber | KK KK FL FL | 3 950 3 649 3 323 3 172 | 55,0 % 50,8 % 46,3 % 44,2 % |
| Nr. 35    | 1     | 30. Oktober 1881 | 4 159             | 2 347           | 56,4 %            | Andrea Bezzola Andreas Rudolf von Planta                             | FL ER       | 1 253 0 958             | 53,3 % 40,8 %               |

### Kanton Luzern (7 Sitze)
| Wahlkreis | Sitze | Datum            | Wahlbe- rechtigte | Anzahl Wählende | Wahlbe- teiligung | Gewählte und Nichtgewählte                                                     | Partei      | Stimmen                 | Anteil                      |
| --------- | ----- | ---------------- | ----------------- | --------------- | ----------------- | ------------------------------------------------------------------------------ | ----------- | ----------------------- | --------------------------- |
| Nr. 11    | 2     | 30. Oktober 1881 | 9 099             | 6 237           | 68,6 %            | Josef Vonmatt Friedrich Wüest Jakob Schmid Xaver Zumbühl                       | FL FL KK KK | 3 318 3 208 2 808 2 797 | 54,5 % 52,7 % 46,1 % 45,9 % |
| Nr. 12    | 1     | 30. Oktober 1881 | 3 979             | 1 565           | 39,3 %            | Josef Zemp                                                                     | KK          | 1 532                   | 100,0 %                     |
| Nr. 13    | 2     | 30. Oktober 1881 | 8 244             | 7 236           | 87,8 %            | Josef Erni Candid Hochstrasser Leo Steiner Alfred Steiger                      | KK KK FL FL | 3 838 3 755 3 339 3 257 | 54,2 % 53,0 % 47,1 % 46,0 % |
| Nr. 14    | 2     | 30. Oktober 1881 | 8 655             | 5 213           | 60,2 %            | Philipp Anton von Segesser Franz Xaver Beck Melchior Schürmann Joseph Schüpfer | KK KK FL FL | 3 841 3 813 1 282 1 278 | 70,6 % 70,1 % 23,5 % 23,4 % |

### Kanton Neuenburg (5 Sitze)
| Wahlkreis | Sitze | Datum            | Wahlbe- rechtigte | Anzahl Wählende | Wahlbe- teiligung | Gewählte und Nichtgewählte | Partei      | Stimmen                                                        | Anteil                                                         |
| --------- | ----- | ---------------- | ----------------- | --------------- | ----------------- | --- | ----------- | -------------------------------------------------------------- | -------------------------------------------------------------- |
| Nr. 48    | 5     | 30. Oktober 1881 | 24 031            | 11 660          | 48,5 %            | Numa Droz Jules Philippin Auguste Albert Leuba Charles-Émile Tissot Henri Morel Alfred Borel Jean de Montmollin Jules-Paul Jeanneret Édouard Favre | FL FL LM LM | 11 139 07 069 07 036 07 023 06 973 04 499 04 424 04 395 04 388 | 95,5 % 60,6 % 60,3 % 60,2 % 59,8 % 38,5 % 37,9 % 37,6 % 37,6 % |
| Nr. 48    | 5     | 28. Januar 1882  | 24 031            | 5 982           | 24,9 %            | Arnold Grosjean | FL          | 04 979                                                         | 83,2 %                                                         |

### Kanton Nidwalden (1 Sitz)
| Wahlkreis | Sitze | Datum            | Wahlbe- rechtigte | Anzahl Wählende | Wahlbe- teiligung | Gewählte und Nichtgewählte | Partei | Stimmen | Anteil |
| --------- | ----- | ---------------- | ----------------- | --------------- | ----------------- | -------------------------- | ------ | ------- | ------ |
| Nr. 18    | 1     | 30. Oktober 1881 | 2 794             | 959             | 34,3 %            | Robert Durrer              | KK     | 810     | 85,0 % |

### Kanton Obwalden (1 Sitz)
| Wahlkreis | Anzahl Sitze | Datum            | Wahlbe- rechtigte | Anzahl Wählende | Wahlbe- teiligung | Gewählte und Nichtgewählte     | Partei | Stimmen     | Anteil        |
| --------- | ------------ | ---------------- | ----------------- | --------------- | ----------------- | ------------------------------ | ------ | ----------- | ------------- |
| Nr. 17    | 1            | 30. Oktober 1881 | 3 680             | 2 397           | 65,1 %            | Nicolaus Hermann Alois Reinert | KK FL  | 1 729 0 628 | 73,6 % 26,7 % |

### Kanton Schaffhausen (2 Sitze)
| Wahlkreis | Sitze | Datum            | Wahlbe- rechtigte | Anzahl Wählende | Wahlbe- teiligung | Gewählte und Nichtgewählte                    | Partei   | Stimmen           | Anteil               |
| --------- | ----- | ---------------- | ----------------- | --------------- | ----------------- | --------------------------------------------- | -------- | ----------------- | -------------------- |
| Nr. 27    | 2     | 30. Oktober 1881 | 7 838             | 7 459           | 95,2 %            | Wilhelm Joos Robert Grieshaber Carl Moser-Ott | FL FL FL | 6 088 5 280 0 897 | 90,5 % 78,5 % 13,3 % |

### Kanton Schwyz (3 Sitze)
| Wahlkreis | Sitze | Datum            | Wahlbe- rechtigte | Anzahl Wählende | Wahlbe- teiligung | Gewählte und Nichtgewählte                          | Partei   | Stimmen           | Anteil               |
| --------- | ----- | ---------------- | ----------------- | --------------- | ----------------- | --------------------------------------------------- | -------- | ----------------- | -------------------- |
| Nr. 16    | 3     | 30. Oktober 1881 | 12 131            | 3 427           | 28,3 %            | Ambros Eberle Fridolin Holdener Vital Schwander sr. | KK KK KK | 3 350 3 267 3 225 | 98,3 % 95,9 % 94,7 % |

### Kanton Solothurn (4 Sitze)
| Wahlkreis | Sitze | Datum            | Wahlbe- rechtigte | Anzahl Wählende | Wahlbe- teiligung | Gewählte und Nichtgewählte                                                                                          | Partei            | Stimmen                                         | Anteil                                                  |
| --------- | ----- | ---------------- | ----------------- | --------------- | ----------------- | --- | ----------------- | ----------------------------------------------- | ------------------------------------------------------- |
| Nr. 24    | 4     | 30. Oktober 1881 | 16 289            | 10 068          | 61,8 %            | Oskar Munzinger Simon Kaiser Albert Brosi Bernhard Hammer Urs Schild Josef von Sury Josef Anton Glutz Eusebius Vogt | FL FL LM FL KK KK | 7 527 7 396 7 340 5 333 4 680 2 157 2 151 2 119 | 74,7 % 73,4 % 72,9 % 52,9 % 46,4 % 21,4 % 21,3 % 21,0 % |
| Nr. 24    | 4     | 15. Januar 1882  | 16 267            | 5 570           | 54,2 %            | Urs Schild | FL                | 5 310                                           | 95,3 %                                                  |

### Kanton St. Gallen (10 Sitze)
| Wahlkreis | Sitze | Datum            | Wahlbe- rechtigte | Anzahl Wählende | Wahlbe- teiligung | Gewählte und Nichtgewählte                                                                                          | Partei            | Stimmen                                          | Anteil                                           |
| --------- | ----- | ---------------- | ----------------- | --------------- | ----------------- | --- | ----------------- | ------------------------------------------------ | ------------------------------------------------ |
| Nr. 30    | 4     | 30. Oktober 1881 | 18 374            | 12 610          | 68,6 %            | Johann Gebhard Lutz Thomas Thoma Arnold Otto Aepli Carl von Gonzenbach Karl Hoffmann Arnold Steinmann Theodor Wirth | KK LM ER FL DL DL | 10 342 09 856 06 833 06 474 04 988 04 948 01 413 | 85,6 % 81,5 % 56,5 % 53,5 % 41,2 % 40,9 % 11,6 % |
| Nr. 31    | 3     | 30. Oktober 1881 | 16 162            | 11 852          | 73,4 %            | Rudolf Hilty Wilhelm Good Carl Theodor Curti Johann Baptist Gaudy Karl Friedrich Good                               | LM KK DL FL FL    | 11 103 06 571 06 492 05 264 03 996               | 95,4 % 56,4 % 55,7 % 45,2 % 34,3 %               |
| Nr. 32    | 3     | 30. Oktober 1881 | 15 846            | 13 426          | 84,7 %            | Johann Fridolin Müller Johann Rudolf Moser Johann Joseph Keel Johann Georg Berlinger                                | KK LM KK FL       | 12 613 12 178 08 155 04 831                      | 95,8 % 92,5 % 61,9 % 36,7 %                      |

### Kanton Tessin (7 Sitze)
| Wahlkreis | Sitze | Datum            | Wahlbe- rechtigte | Anzahl Wählende | Wahlbe- teiligung | Gewählte und Nichtgewählte | Partei      | Stimmen                                                     | Anteil                                                                |
| --------- | ----- | ---------------- | ----------------- | --------------- | ----------------- | --- | ----------- | ----------------------------------------------------------- | --------------------------------------------------------------------- |
| Nr. 40    | 2     | 30. Oktober 1881 | 11 770            | 7 184           | 61,0 %            | Carlo Battaglini Costantino Bernasconi Massimiliano Magatti Erennio Spinelli                                                                                   | FL FL KK KK | 3 624 3 601 3 517 3 488                                     | 50,4 % 50,1 % 48,9 % 48,5 %                                           |
| Nr. 41    | 5     | 30. Oktober 1881 | 26 610            | 12 215          | 45,9 %            | Martino Pedrazzini Carlo Vonmentlen Ignazio Polar Giovanni Dazzoni Agostino Gatti Carlo Fraschina Giuseppe Pedroli Ernesto Bruni Mosè Sacchi Leone de Stoppani | KK KK FL FL | 7 896 7 861 7 844 7 835 7 809 4 231 4 197 4 157 4 155 4 115 | 64,6 % 64,3 % 64,2 % 64,1 % 63,9 % 34,6 % 34,3 % 34,0 % 34,0 % 33,6 % |

### Kanton Thurgau (5 Sitze)
| Wahlkreis | Sitze | Datum            | Wahlbe- rechtigte | Anzahl Wählende | Wahlbe- teiligung | Gewählte und Nichtgewählte | Partei               | Stimmen                                                               | Anteil                                                                |
| --------- | ----- | ---------------- | ----------------- | --------------- | ----------------- | --- | -------------------- | --------------------------------------------------------------------- | --------------------------------------------------------------------- |
| Nr. 39    | 5     | 30. Oktober 1881 | 23 574            | 16 681          | 70,8 %            | Johann Philipp Heitz Friedrich Heinrich Häberlin Gustav Merkle Jakob Huldreich Bachmann Adolf Deucher Josef Anton Koch August Wild Johann Martin Schmid Johann Michel Jakob Büchi | FL FL LM DL KK FL DL | 15 155 14 859 13 795 12 844 11 215 03 719 02 150 02 110 01 905 00 627 | 91,4 % 89,6 % 83,2 % 77,4 % 67,6 % 22,4 % 12,9 % 12,7 % 11,4 % 03,7 % |

### Kanton Uri (1 Sitz)
| Wahlkreis | Sitze | Datum            | Wahlbe- rechtigte | Anzahl Wählende | Wahlbe- teiligung | Gewählte und Nichtgewählte | Partei | Stimmen     | Anteil        |
| --------- | ----- | ---------------- | ----------------- | --------------- | ----------------- | -------------------------- | ------ | ----------- | ------------- |
| Nr. 15    | 1     | 30. Oktober 1881 | 3 870             | 1 937           | 50,1 %            | Josef Arnold Gustav Muheim | KK KK  | 1 277 0 409 | 69,4 % 22,2 % |

### Kanton Waadt (12 Sitze)
| Wahlkreis | Sitze | Datum            | Wahlbe- rechtigte | Anzahl Wählende | Wahlbe- teiligung | Gewählte und Nichtgewählte | Partei      | Stimmen                                         | Anteil                                                  |
| --------- | ----- | ---------------- | ----------------- | --------------- | ----------------- | --- | ----------- | ----------------------------------------------- | ------------------------------------------------------- |
| Nr. 42    | 5     | 30. Oktober 1881 | 22 556            | 7 827           | 34,7 %            | Louis Ruchonnet Jules Brun Louis Mayor David Joly Antoine Vessaz Aymon de Gingins                                                     | FL FL LM    | 6 257 5 827 5 721 5 660 5 608 2 408             | 80,6 % 75,1 % 73,7 % 72,9 % 72,3 % 31,0 %               |
| Nr. 42    | 5     | 22. Januar 1882  | 22 556            | 10 380          | 46,0 %            | Eugène Ruffy Louis Rambert | FL LM       | 6 588 3 751                                     | 63,5 % 36,1 %                                           |
| Nr. 43    | 4     | 30. Oktober 1881 | 20 202            | 10 049          | 49,7 %            | Paul Wulliémoz Georges-Louis Contesse Adolphe Jordan Frédéric Criblet Ernest Correvon William de Rham Frédéric Dubrit Émile Montandon | FL FL LM LM | 7 816 7 513 7 230 6 948 2 547 2 483 2 273 2 157 | 77,7 % 74,7 % 71,9 % 69,1 % 25,3 % 24,7 % 22,6 % 21,4 % |
| Nr. 44    | 3     | 30. Oktober 1881 | 15 082            | 6 936           | 46,0 %            | Henri Oguey Charles Baud Jules Colomb Aymon de Gingins Henri Gaulis                                                                   | FL FL LM LM | 5 258 4 453 4 403 2 896 1 563                   | 76,6 % 64,9 % 64,1 % 42,2 % 22,7 %                      |

### Kanton Wallis (5 Sitze)
| Wahlkreis | Sitze | Datum                          | Wahlbe- rechtigte | Anzahl Wählende | Wahlbe- teiligung | Gewählte und Nichtgewählte                                | Partei      | Stimmen                 | Anteil                      |
| --------- | ----- | ------------------------------ | ----------------- | --------------- | ----------------- | --------------------------------------------------------- | ----------- | ----------------------- | --------------------------- |
| Nr. 45    | 2     | 30. Oktober 1881               | 10 120            | 6 465           | 63,9 %            | Victor de Chastonay Hans Anton von Roten                  | KK KK       | 6 281 6 227             | 98,0 % 97,1 %               |
| Nr. 46    | 1     | 30. Oktober 1881               | 5 393             | 3 546           | 65,8 %            | Maurice Evéquoz François Dumoulin Ferdinand de Montheys   | KK FL LM    | 1 632 0 957 0 806       | 46,0 % 26,9 % 22,7 %        |
| Nr. 46    | 1     | 6. November 1881 (2. Wahlgang) | 5 393             | 3 600           | 66,8 %            | Maurice Evéquoz Ferdinand de Montheys                     | KK LM       | 1 853 1 721             | 51,4 % 47,8 %               |
| Nr. 47    | 2     | 30. Oktober 1881               | 10 933            | 8 816           | 80,6 %            | Charles de Werra Fidèle Joris Louis Barman Jean Couchepin | KK KK FL FL | 4 779 4 551 4 178 4 119 | 54,2 % 51,6 % 47,3 % 46,7 % |

### Kanton Zug (1 Sitz)
| Wahlkreis | Sitze | Datum            | Wahlbe- rechtigte | Anzahl Wählende | Wahlbe- teiligung | Gewählte und Nichtgewählte | Partei | Stimmen | Anteil |
| --------- | ----- | ---------------- | ----------------- | --------------- | ----------------- | -------------------------- | ------ | ------- | ------ |
| Nr. 20    | 1     | 30. Oktober 1881 | 5 236             | 2 476           | 47,9 %            | Niklaus Moos               | KK     | 2 016   | 99,4 % |

### Kanton Zürich (16 Sitze)
| Wahlkreis | Sitze | Datum            | Wahlbe- rechtigte | Anzahl Wählende | Wahlbe- teiligung | Gewählte und Nichtgewählte | Partei      | Stimmen                                                 | Anteil                                                  |
| --------- | ----- | ---------------- | ----------------- | --------------- | ----------------- | --- | ----------- | ------------------------------------------------------- | ------------------------------------------------------- |
| Nr. 1     | 5     | 30. Oktober 1881 | 22 657            | 14 654          | 64,7 %            | Wilhelm Hertenstein Melchior Römer Alfred Escher Johannes Ryf Kaspar Baumann-Zürrer Jakob Pfenninger Johannes Ringger Jakob Amsler | LM LM DL DL | 08 924 08 587 08 552 07 778 07 589 05 116 04 716 04 434 | 77,9 % 74,9 % 74,6 % 67,9 % 66,2 % 44,6 % 41,1 % 38,7 % |
| Nr. 1     | 5     | 15. Januar 1882  | 22 968            | 6 465           | 63,9 %            | Ulrich Meister jr. Jakob Pfenninger                                                                                                | LM DL       | 06 888 05 830                                           | 52,9 % 44,8 %                                           |
| Nr. 2     | 4     | 30. Oktober 1881 | 19 019            | 14 441          | 75,9 %            | Heinrich Landis Jakob Brennwald Johann Heinrich Bühler-Honegger Johann Jakob Keller Adolf Guyer-Zeller                             | LM LM DL LM | 11 501 11 348 11 094 07 164 04 574                      | 97,8 % 96,5 % 94,3 % 60,9 % 38,9 %                      |
| Nr. 3     | 4     | 30. Oktober 1881 | 18 818            | 14 451          | 76,8 %            | Johannes Stössel Friedrich Salomon Vögelin Salomon Bleuler Ludwig Forrer Heinrich Bosshard Rudolf Geilinger                        | DL DL LM LM | 10 874 10 575 06 167 06 129 05 424 05 336               | 95,2 % 92,6 % 54,0 % 53,7 % 47,5 % 46,7 %               |
| Nr. 4     | 3     | 30. Oktober 1881 | 12 697            | 9 940           | 78,3 %            | Johannes Moser Friedrich Scheuchzer Johann Jakob Sulzer Jakob Rüedi                                                                | DL DL LM    | 07 362 07 270 04 384 03 532                             | 93,9 % 92,7 % 55,9 % 45,0 %                             |

## Ersatzwahlen bis 1884
Aufgrund von Vakanzen während der darauf folgenden 12. Legislaturperiode fanden in 15 Wahlkreisen 19 Ersatzwahlen statt.
| Wahlkreis / Kanton | Ersatz für                                    | Datum                         | Wahlbe- rechtigte | Anzahl Wählende | Wahlbe- teiligung | Gewählte und Nichtgewählte                                                                           | Partei      | Stimmen                                   | Anteil                                    |
| ------------------ | --------------------------------------------- | ----------------------------- | ----------------- | --------------- | ----------------- | --- | ----------- | ----------------------------------------- | ----------------------------------------- |
| Nr. 1 (ZH)         | Alfred Escher                                 | 21. Januar 1883               | 23 329            | 12 000          | 51,4 %            | Conrad Cramer-Frey Johann Frick                                                                      | LM DL       | 06 993 04 809                             | 58,3 % 40,1 %                             |
| Nr. 3 (ZH)         | Salomon Bleuler                               | 24. Februar 1884              | 18 988            | 10 147          | 53,4 %            | Rudolf Geilinger                                                                                     | DL          | 09 764                                    | 96,2 %                                    |
| Nr. 5 (BE)         | Johannes Ritschard Friedrich Seiler           | 4. März 1883                  | 19 800            | 12 045          | 60,8 %            | Johann Jakob Rebmann Matthäus Zurbuchen Johann Friedrich Michel Edmund von Steiger Rudolf Schatzmann | FL FL ER ER | 06 675 05 118 03 877 03 400 02 000        | 55,4 % 42,5 % 32,2 % 28,2 % 16,6 %        |
| Nr. 5 (BE)         | Johannes Ritschard Friedrich Seiler           | 11. März 1883 (2. Wahlgang)   | 19 800            | 10 279          | 51,9 %            | Matthäus Zurbuchen Johann Friedrich Michel                                                           | FL FL       | 06 090 03 821                             | 59,2 % 37,2 %                             |
| Nr. 16 (SZ)        | Ambros Eberle                                 | 25. Februar 1883              | 12 231            | 7 388           | 60,4 %            | Nikolaus Benziger Benedikt Gyr                                                                       | KK FL       | 04 483 02 857                             | 60,7 % 38,7 %                             |
| Nr. 22 (FR)        | Laurent Chaney                                | 3. Juni 1883                  | 9 728             | 5 027           | 51,7 %            | Paul Aeby                                                                                            | KK          | 04 890                                    | 97,3 %                                    |
| Nr. 26 (BL)        | Emil Frey                                     | 29. November 1882             | 10 979            | 7 078           | 64,5 %            | Ambrosius Rosenmund Johann Jakob Oberer                                                              | FL LM       | 04 218 02 293                             | 59,6 % 32,4 %                             |
| Nr. 28 (AR)        | Daniel Hofstetter                             | 26. November 1882             | 12 897            | 10 153          | 78,7 %            | Johann J. Sturzenegger Julius Robert Hohl Johann Ulrich Eisenhut                                     | LM FL LM    | 04 562 02 752 01 187                      | 44,9 % 27,1 % 11,7 %                      |
| Nr. 28 (AR)        | Daniel Hofstetter                             | 7. Januar 1883 (2. Wahlgang)  | 12 771            | 9 488           | 74,3 %            | Johann Jakob Sturzenegger Johann Ulrich Eisenhut                                                     | LM LM       | 04 550 04 238                             | 48,0 % 44,7 %                             |
| Nr. 28 (AR)        | Daniel Hofstetter                             | 21. Januar 1883 (3. Wahlgang) | 12 725            | 10 235          | 80,4 %            | Johann Ulrich Eisenhut Johann Jakob Sturzenegger                                                     | LM LM       | 05 478 04 691                             | 53,5 % 45,8 %                             |
| Nr. 28 (AR)        | Johann Ulrich Schiess                         | 19. August 1883               | 12 720            | 7 456           | 58,6 %            | Johann Jakob Sturzenegger                                                                            | LM          | 06 673                                    | 89,5 %                                    |
| Nr. 30 (SG)        | Arnold Otto Aepli                             | 10. Juni 1883                 | 18 515            | 11 390          | 61,5 %            | Roderich Albert Kunkler Theodor Wirth                                                                | DL DL       | 08 866 01 795                             | 77,8 % 15,8 %                             |
| Nr. 32 (SG)        | Johann Rudolf Moser                           | 30. Juli 1882                 | 15 993            | 12 860          | 80,4 %            | Laurenz Schönenberger Albert Emil Raschle Klemens Hartmann                                           | KK FL DL    | 06 685 02 978 02 905                      | 52,0 % 23,2 % 22,6 %                      |
| Nr. 33 (GR)        | Hermann Sprecher von Bernegg                  | 10. Juni 1883                 | 9 415             | 6 204           | 65,9 %            | Peter Theophil Bühler Andreas Walser                                                                 | LM FL       | 03 854 02 277                             | 62,1 % 36,7 %                             |
| Nr. 39 (TG)        | Adolf Deucher                                 | 3. Juni 1883                  | 23 650            | 18 558          | 78,4 %            | Johann J. Schümperlin Jakob Büchi                                                                    | FL DL       | 08 953 04 080                             | 48,2 % 22,0 %                             |
| Nr. 39 (TG)        | Adolf Deucher                                 | 17. Juni 1883 (2. Wahlgang)   | 23 654            | 18 553          | 78,4 %            | Johann J. Schümperlin Jakob Büchi                                                                    | FL DL       | 11 658 05 826                             | 62,8 % 31,4 %                             |
| Nr. 42 (VD)        | Jules Brun                                    | 19. November 1882             | 23 244            | 5 584           | 24,0 %            | Samuel Cuénoud Auguste Bron                                                                          | FL LM       | 03 473 01 891                             | 62,2 % 33,9 %                             |
| Nr. 42 (VD)        | David Joly Antoine Vessaz                     | 27. Mai 1883                  | 23 965            | 11 217          | 46,8 %            | Louis Paschoud Louis Chausson Aloys de Meuron Adolphe Roud                                           | FL FL LM LM | 05 975 05 830 05 152 05 089               | 53,3 % 52,0 % 45,9 % 45,4 %               |
| Nr. 43 (VD)        | Georges-Louis Contesse                        | 1. Oktober 1882               | 20 634            | 9 328           | 45,2 %            | Lucien Decoppet Ernest Correvon                                                                      | FL LM       | 05 964 03 290                             | 63,9 % 35,3 %                             |
| Nr. 43 (VD)        | Lucien Decoppet Adolphe Jordan Paul Wulliémoz | 27. Mai 1883                  | 20 970            | 12 758          | 60,8 %            | Jacques-F. Viquerat Louis Déglon Donat Golaz David Constant Eugène Rochaz Charles Savary             | FL FL LM LM | 03 313 07 855 07 659 04 949 04 836 04 217 | 65,2 % 61,6 % 60,0 % 39,0 % 37,9 % 33,1 % |
| Nr. 44 (VD)        | Henri Oguey                                   | 27. Mai 1883                  | 15 000            | 7 350           | 49,0 %            | Adrien Thélin Aymon de Gingins                                                                       | FL LM       | 04 009 03 327                             | 54,5 % 45,3 %                             |
| Nr. 48 (NE)        | Jules Philippin                               | 25. Februar 1883              | 24 231            | 3 860           | 15,9 %            | Robert Comtesse                                                                                      | FL          | 03 860                                    | 100,0 %                                   |
| Nr. 48 (NE)        | Auguste Albert Leuba                          | 11. Mai 1884                  | 24 028            | 5 718           | 23,8 %            | Louis-Édouard Coulin                                                                                 | FL          | 05 400                                    | 94,4 %                                    |

## Quelle
- Erich Gruner: Die Wahlen in den Schweizerischen Nationalrat 1848–1919. Band 3. Francke Verlag, Bern 1978, ISBN 3-7720-1445-3, S. 171–185.